# 8a cerimònia dels Lumières
La 8a cerimònia dels Lumières de la Premsa Internacional, va tenir lloc el 5 de febrer de 2003 en el marc del Forum des images. Fou presidida per Carole Laure i presentada per Frédéric Mitterrand. La categoria Millor pel·lícula estrangera desapareix de la llista a favor de la de Millor pel·lícula de parla francesa.

## Palmarès
- Milor pel·lícula :
  - Amen. de Costa-Gavras,[4]
- Millor director :
  - François Ozon per 8 femmes
- Millor guió
  - Cédric Klapisch per Una casa de bojos
- Millor actriu :
  - Isabelle Carré pel seu paper de Claire Poussin a Se souvenir des belles choses
- Millor actor :
  - Jean Rochefort pel seu paper de Manesquier a L’Homme du train
- Millor actriu revelació :
  - Cécile de France pel seu paper d’Isabelle a Una casa de bojos
- Millor actor revelació :
  - Gaspard Ulliel pel seu paper de Loïc dans Embrassez qui vous voudrez
- Millor pel·lícula francòfona :
  - Le Fils dels germans Dardenne